# Fulgenzio Vitman
Abad Fulgenzio Vitman  (* 1728 - 1806) fue un religioso, pteridólogo, y botánico italiano.
De 1763 a 1774 enseñó botánica en la Universidad de Pavía, donde fundó en 1773 el Jardín Botánico de la Universidad.
En 1773 funda el Jardín botánico de Milán,  instituido por decreto del Plenipotenciario de la Casa de Austria en Milán, Conde Carlo Firmian.

## Algunas publicaciones
- Vitman F. 1773. Saggio di istoria erbaria delle Alpi di Pistoia, Modena e Lucca, con osservazioni botaniche e mediche. Bolonia, Ed. Stampe di Lelio Dalla Volpe, 1773
- ----. 1770. ... de medicatis herbarum facultatibus liber
- ----. 1789. Summa Plantarum, quæ hactenus innotuerunt, methodo Linnæana per genera et species digesta, illustrata, descripta

- La abreviatura «Vitman» se emplea para indicar a Fulgenzio Vitman como autoridad en la descripción y clasificación científica de los vegetales.[2]